# 比斯特里亞克河
比斯特里亞克河（烏克蘭語：Бистряк），是烏克蘭的河流，位於該國西北部，屬於西布格河的支流，發源自索基爾以南，流經沃倫州，河口處在米洛萬西南面，河道全長18公里，流域面積110平方公里。